# Montalbán (Caracas)

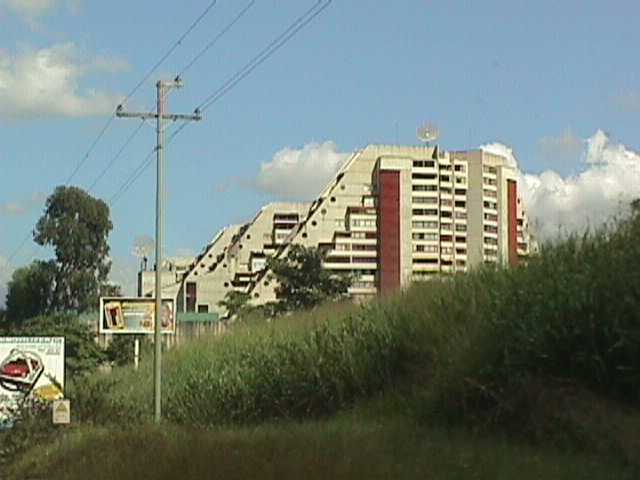
Complejo habitacional Juan Pablo II en Montalbán

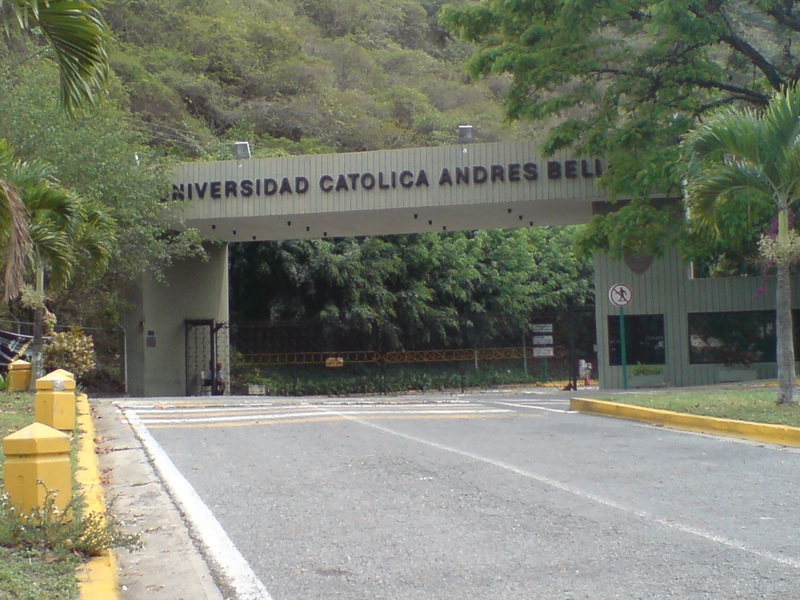
entrada de la Universidad Católica Andrés Bello

Montalbán es una urbanización caraqueña perteneciente a la parroquia La Vega, dentro del municipio Libertador. Limita con las parroquias El Paraíso y Antímano. Comprende una delgada franja de terreno ubicada al oeste de la ciudad capital de aproximadamente tres kilómetros de longitud y unos 700 metros en su punto más ancho. Al norte se funde como ribera del Rio Guaire y al sur tropieza abruptamente con una formación montañosa que alberga el Parque Metropolitano "Leonardo Ruiz Pineda". 

## Características
Montalbán constituye esencialmente una urbanización residencial de clase media, establecida en los terrenos que conformaban la Hacienda La Vega, dividida en tres sectores: Montalbán I, Montalbán II y Montalbán III.  Cuenta con centros comerciales (Uslar, La Villa, Páez, Euba y Caracas) y tiene una gran cantidad de institutos educativos de varios niveles que lo convierten en una zona de destino diario para gran cantidad de estudiantes de zonas vecinas. 
En sus alrededores se ubican la "Urbanización Juan Pablo II", que en principio se pretendía fuesen Montalban IV y V, pero en cuyos terrenos el sumo pontífice Juan Pablo II auspició una multitudinaria misa en 1985 de ahí su nombre, la Universidad Católica Andrés Bello, el Hospital Cardiológico Infantil Gilberto Rodríguez Ochoa y la Conferencia Episcopal de Venezuela.

## Historia
Junto con la Hacienda La Vega, la Hacienda Montalbán ocupaba, hasta principios del siglo pasado, el área que hoy conocemos como la Urbanización Montalbán y la Popular Barriada de la Vega. La historia de estas Haciendas se remonta al inicio de la colonización, pues se conoce que los primeros expedicionarios españoles provenientes de los Valles de Aragua, encontraron muy atractivas estas tierras ya que, al estar a las riberas del Rio Guaire, se prestaban para la siembra de distintos cultivos. 
De ese pasado colonial subsisten en la actualidad:
- La antigua Casa de Hacienda La Vega, que es la residencia privada más antigua de Venezuela y una de las construcciones más grandes (con más de 45 habitaciones) que ha pertenecido a la familia Herrera.[10]

- Los restos de la Casa de Hacienda Montalbán, que en sus orígenes era una estructura para la producción de caña de azúcar (cuyas ruinas aún pueden observarse en la Avenida Principal de la Urbanización Montalban) y que hoy forma parte del complejo de la "Conferencia Episcopal de Venezuela".

Estas haciendas de tradición agrícola dieron paso en los años sesenta al urbanismo, viendo surgir de entre sus campos, calles y avenidas en las que se han construido casas y muchos edificios.

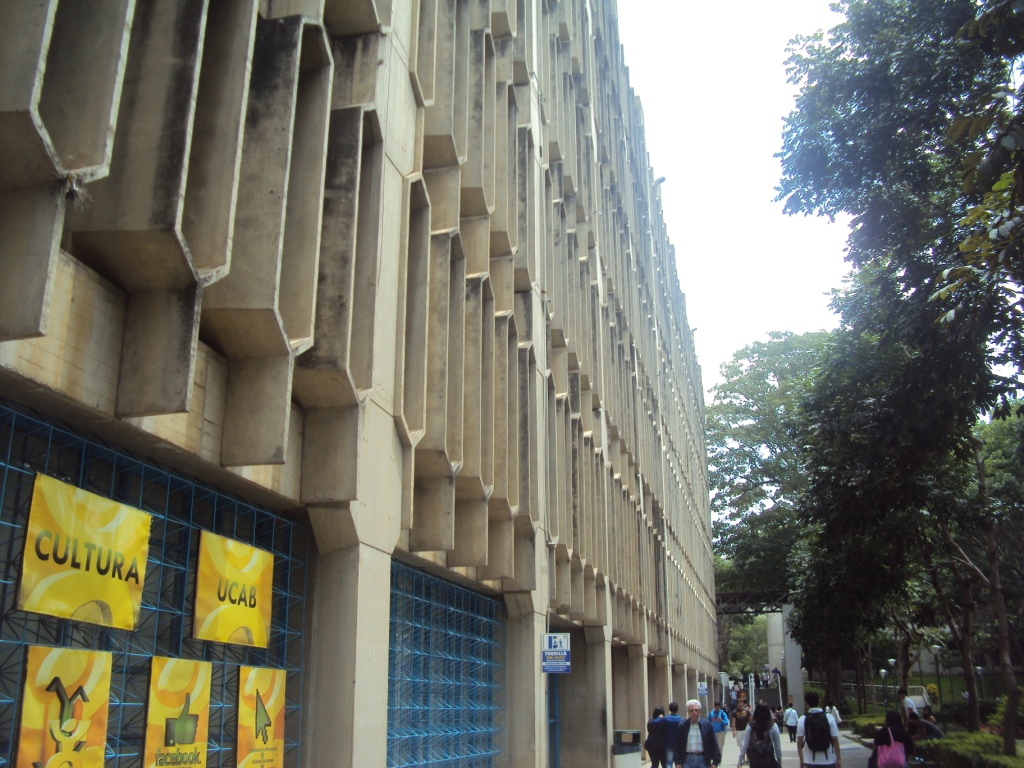
El "Campus" de la UCAB en Montalban

Desde los años sesenta el crecimiento de Montalbán ha sido vertiginoso. Cuenta ahora con tres Iglesias: Nuestra Señora de la Paz, Nuestra Señora de la Visitación, y el Complejo Catedral de San Jorge. Existen en la urbanización varias instituciones educativas como el exclusivo "Colegio La Concepción" y el "Humanitas". Cuenta con 6 centros comerciales y varios centros médicos, con la sede de la Orquesta Nacional Juvenil de Venezuela y con el Velódromo Teo Capriles. 
La Universidad Católica Andrés Bello (UCAB) es la institución educacional más prestigiosa de Montalban. De la "Esquina de Jesuitas" en el casco central de Caracas, donde inició sus actividades el 26 de octubre de 1953, la UCAB empezó a mudarse a su prestigiosa sede actual en Montalbán a partir de 1965. 
Además, de reciente construcción son el "Cardiológico Infantil Gilberto Ochoa" y un muy criticado complejo de edificios pertenecientes a la "Misión Vivienda".